# إلغن قاولد
إلغن قاولد (بالإنجليزية: Elgin Gould) هو عالم اجتماع أمريكي، ولد في 15 أغسطس 1860 في أوتاوا في كندا، وتوفي في 18 أغسطس 1915.